# Žakelj (Mlinca)
Žakelj je gorski potok, ki izvira (južno) pod Orlovim rovtom v Karavankah. Pod planino Mlinca se kot desni pritok pridruži potoku Mlinca, ta pa se vzhodno od naselja Dovje pri Mojstrani kot levi pritok izliva v Savo Dolinko.